# Orchomene anaguela
Orchomene anaguela är en kräftdjursart som beskrevs av J. L. Barnard 1964. Orchomene anaguela ingår i släktet Orchomene och familjen Lysianassidae. Inga underarter finns listade i Catalogue of Life.